# Connected
Connected är en singel av Kristofer Åström & Hidden Truck, utigven 2002. B-sidespåret "Pamela Brown" är en cover på Tom T. Hall.

## Låtlista
1. "Connected" - 3:09
2. "Pamela Brown" - 5:44 (Tom T. Hall)